# Хаф Мун Беј (Калифорнија)
Хаф Мун Беј (енгл. Half Moon Bay) град је у америчкој савезној држави Калифорнија. По попису становништва из 2010. у њему је живело 11.324 становника.

## Демографија
Према попису становништва из 2010. у граду је живело 11.324 становника, што је 518 (4,4%) становника мање него 2000. године.
| Група             | 2000.         | 2010.         |
| Белци             | 7.882 (66,6%) | 6.977 (61,6%) |
| Афроамериканци    | 463 (3,9%)    | 82 (0,7%)     |
| Азијати           | 402 (3,4%)    | 490 (4,3%)    |
| Хиспаноамериканци | 2.751 (23,2%) | 3.563 (31,5%) |
| Укупно            | 11.842        | 11.324        |